# Dudleya gatesii
Dudleya gatesii là một loài thực vật có hoa trong họ Crassulaceae. Loài này được Johans. miêu tả khoa học đầu tiên năm 1932.